# セルビア救国政府

セルビア救国政府
Vlada Nacionalnog Spasa (セルビア語)

セルビア救国政府の位置（1942年）

セルビア救国政府（セルビアきゅうこくせいふ、セルビア語: Влада Националног Спаса / Vlada Nacionalnog Spasa）は、第二次世界大戦時、ユーゴスラビア王国にナチス・ドイツが侵攻したユーゴスラビア侵攻の後、ナチス・ドイツによって1941年に設置された傀儡政権である。セルビア救国政府を称したセルビアの統治機構は、自らを独立国であると位置づけていたが、実際にはドイツ軍政当局の支配下に置かれていた。セルビア救国政府の領土は現在の中央セルビア、およびコソボ北部（コソヴスカ・ミトロヴィツァ周辺）、およびバナト地方であった。政府の首班はミラン・ネディッチであり、公式には1941年から1944年まで首相の地位にあった。その地位を支えたのはディミトリイェ・リョティッチ（Dimitrije Ljotić）とファシスト政党ユーゴスラビア国民運動（ZBOR）であった。

## 歴史
1941年4月、ドイツとその同盟国はユーゴスラビア王国に侵攻し、占領した。枢軸国に占領されるとユーゴスラビアの領土は解体された。西部のクロアチア、スラヴォニア、ダルマチアの一部、およびボスニア・ヘルツェゴビナはクロアチアのファシズム組織ウスタシャの傀儡政権クロアチア独立国の領土となった。西部のダルマチアの一部および南部のモンテネグロ、コソヴォ・メトヒヤ、マケドニア西部はイタリア王国の占領下となった。北西部のバチュカはハンガリー王国へと割譲された。また、ブルガリアに隣接する中央セルビアの一部地域やヴァルダル・マケドニア地方はブルガリア王国へと割譲された。残されたセルビアの地域はドイツ軍の軍政下に置かれることとなった。
1941年4月30日、ミラン・アチモヴィッチ（Milan Aćimović）の下でナチス・ドイツの傀儡政権である人民委員政府が発足した。1941年、バルバロッサ作戦が始まった後、この地域ではドイツやイタリアの占領者に対して、共産主義者ヨシップ・ブロズ・ティトー率いるパルチザンによるゲリラ作戦が始まった。ドイツは戦力をソ連侵攻にとられており、パルチザンの蜂起はドイツ側に深刻な懸念をもたらした。4月13日、セルビアの有力な指導者らを含む546人のセルビア人によって、セルビア国家のナチス当局への忠誠と、パルチザンの蜂起を非愛国的とする非難が表明された。その2週間後、パルチザンの蜂起が勢いを増したことを懸念するナチスに忠実なセルビア人らによって「セルビア救国政府」が設立され、ミラン・ネディッチがその首班となった。4月29日、ドイツ当局はネディッチとその政府に権限を与えた。ネディッチは首相となり、かつてのユーゴスラビア王国の摂政パヴレ・カラジョルジェヴィチが国家元首として承認された。ドイツ側の警察・軍事力は不十分であり、セルビア人の戦力に治安維持を頼らざるを得なかった。。1941年10月、ドイツの監督下におかれたセルビア人の部隊によって、抵抗運動の鎮圧に効果を発揮しはじめた。このセルビア人の部隊はドイツの武器と装備を得ていた。
ネディッチの軍はセルビア国家防衛隊（en）およびセルビア義勇軍団（en）であった。セルビア義勇軍団の初期の隊員の多くはZBORの党員であった。これらの軍事組織の一部はユーゴスラビア王国軍の制服や、イタリアやドイツから購入した制服を着ていた。これらの組織は、直接的、あるいは間接的にクロアチア人やムスリム人、ユダヤ人、そして反ドイツ活動にかかわった、あるいは関わりを疑われたセルビア人に対する虐殺に関わった。紛争終結後、これらの行為へのセルビア人の関与や、ナチス・ドイツとの協力は、歴史修正主義の対象となった。
| 「 | セルビアにおけるドイツによる占領部隊の役割は、この地域の治安を維持するとともに、工業力やその他の財を搾取し、ドイツの戦時経済を支えることにあった。しかし、かつての（ユーゴスラビア王国の）権力や、その統治機構、軍警察、警察の働きなしには実現しなかったであろう | 」 |

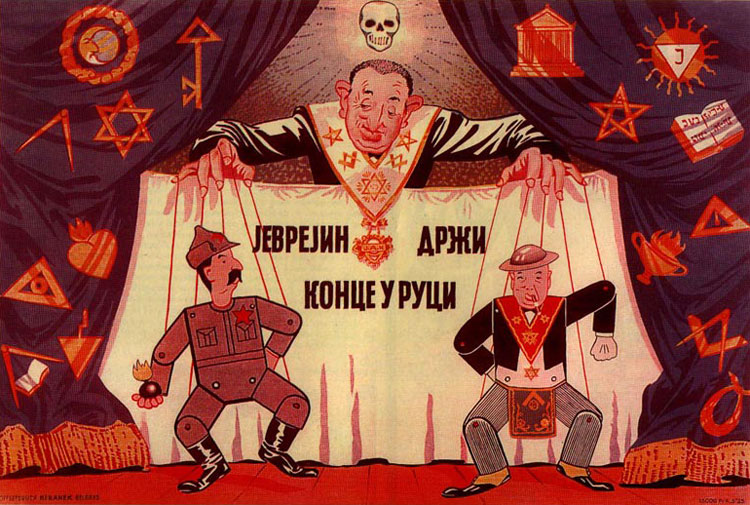
救国政府による反ユダヤ主義の宣伝ポスター

セルビア領内で複数の強制収容所が設立され、1942年にはベオグラードにて反フリーメイソンの展示が始まり、ベオグラードは「ユダヤ人から解放された」（Judenfrei）と宣言された。1942年4月1日、セルビアのゲシュタポ（en）が組織された。
セルビアにおける実際の権力は、ネディッチの政府よりもドイツの占領当局が握っていた。
ハラルト・トゥルナー（Harald Turner、1941年-1942年）、ヴァルター・ウッペンカンプ（Walter Uppenkamp、1942年）、エーゴン・ベンナー（de:Egon Bönner、1942年-1943年）、フランツ・ノイハウゼン（Franz Neuhausen、1943年-1944年）がドイツの軍政のトップであった。フランツ・ベーメは1941年7月に非常事態権力を与えられ、8月に統治機構ができるまでの間、事実上の支配者であった。軍政顧問（Staatsrat）のハラルト・トゥルナーと親衛隊少尉のフリッツ・シュトラッケ（Fritz Stracke）によって実際の統治のほとんどが行われ、ネディッチは単に形式上のセルビアの指導者として、あるいはドイツのプレゼンスに法的正当性を与えるだけのために機能していた。
軍政は、ユーゴスラビアを支配する枢軸の諸勢力に対してセルビア人が抵抗するのを阻止しきれず、ほとんどのセルビア人から支持を得られていなかった。この背景には、ドイツ人の占領者やクロアチアのウスタシャによる、セルビア人に対する激しい蛮行がある。多くのセルビア人たちはドイツやクロアチアのウスタシャへの抵抗に加わっていった。セルビアの軍政は、ナチス・ドイツやウスタシャによるユーゴスラビア支配への抵抗を抑止しようと努めたが、ドイツの占領当局によるセルビア人に対する蛮行はやむことはなかった。

## 行政区画

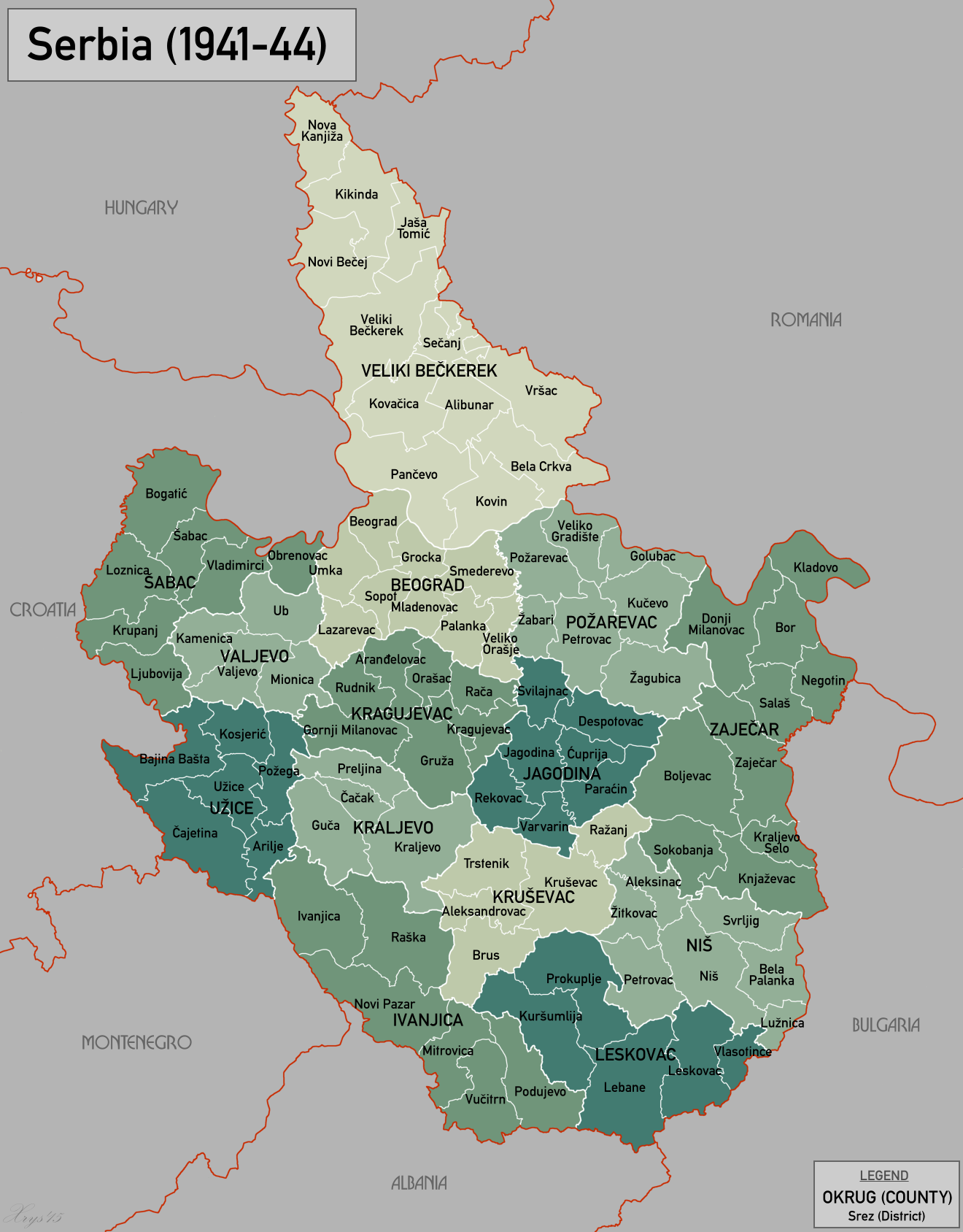
1941年から1944年までのセルビアの行政区画

セルビアは14の郡、101の自治体に分けられた。バナト地方のヴェリキ・ベチュケレク郡（Veliki Bečkerek）は公式にはセルビア領であったが、事実上は地元のドイツ人による自治国として機能していた。

## 通貨
ユーゴスラビア王国の崩壊に伴って、ユーゴスラビア国立銀行はセルビア救国政府のセルビア国立銀行へと改組された。セルビア領内ではセルビア・ディナールが法的な通貨として導入され、それ以外の通貨の流通は禁じられた。伝統的なセルビアの紋章が紙幣に印刷され、貨幣には王冠が刻印された。

## 文化

### メディア
ユーゴスラビア王国の崩壊に伴い、多くの新聞が廃刊され、新しい新聞が作られた。1941年5月16日、新しい新聞「Novo vreme」が創刊された。週刊誌「Naša borba」（我らの闘争）はファシスト政党ZBORによって1941年に創刊された。その題はヒトラーの「我が闘争」を反映したものである。セルビア政府自ら発行した「Službene novine」は、ユーゴスラビア王国の国営新聞と題を同じくし、その後継として発行された。

### 映画
セルビア映画の状況はユーゴスラビア王国時代を上回っていた。この間、ベオグラードの映画館の数は21に増加し、毎日12,000人から15,000人を動員した。この時代にもっとも人気のあった映画は『Nevinost bez zaštite』と『Golden City』であり、それぞれ62,000人、108,000人の観客を動員した。

### スポーツ
ユーゴスラビア・プルヴァ・リーガが1940年に解体されたのに伴い、セルビア独自のサッカーリーグが結成された。リーグで競いあったクラブはBSK、1913、オビリッチであった。

### 劇場
ベオグラードのセルビア国立劇場はこの期間も開いていた。『ラ・ボエーム』『フィガロの結婚』『魔弾の射手』、『トスカ』『Dva cvancika』『Nesuđeni zetovi』がこの間に公開された。

## 内政

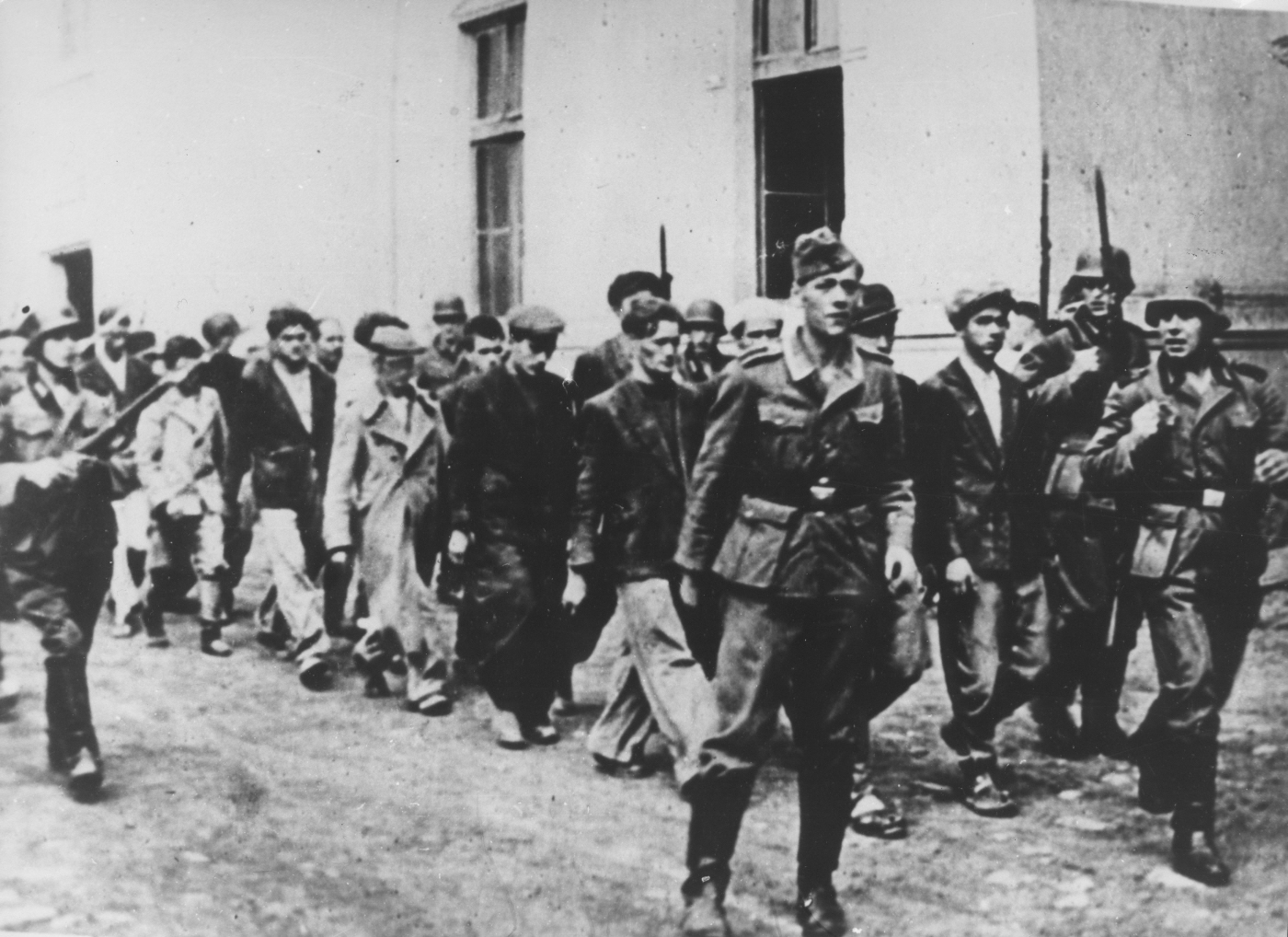
クラグイェヴァツの虐殺。
_{ドイツ人の負傷者が出たことに対する報復として、ドイツによってセルビア人の市民が殺害された。ドイツ軍によって各家庭からセルビア人男性が連れ出され、銃殺された。}

セルビアの内政はナチスの人種政策の影響下におかれた。これは占領下の全ての地域に適用され、ユダヤ人やロマ、ナチズムに反対した者たちは捕らえられ強制収容所に送られた。バナト地方では、地元に住む少数派のドイツ人によって統治が行われた。セルビア全域に及ぶドイツの占領支配にもかかわらず、セルビア政府は独自の通貨としてユーゴスラビア・ディナールの後継であるセルビア・ディナールを維持し続けた。ナチス・ドイツおよびその協力者による占領統治が共産主義者のパルチザンによって崩壊すると、1945年に共産主義者はセルビア・ディナールや、その他の占領下の傀儡政権の通貨（クロアチア独立国やイタリア支配下のモンテネグロの通貨）を廃止した。
軍政の最初のセルビア人の指導者はミラン・アチモヴィッチであった。8月にアチモヴィッチはその地位を降りた。その後には、「セルビアに残されたものも守り、ナチスによる完全破壊を回避する」ことを望んだミラン・ネディッチがその地位についた。ネディッチは個人的に、亡命したユーゴスラビア王ペータル2世と連絡を取り続け、ネディッチは「いま一人のアンテ・パヴェリッチ」ではないとした。ネディッチを評価する立場からは、ネディッチはフランスのヴィシー政権のフィリップ・ペタン同様に、ナチス・ドイツ占領下で完全破壊から自国民を守るために行動したのであり、「売国奴」ではないとしている。ドイツに協力したセルビア人の協力者たちは、セルビア人一般からの支持を得られず、セルビア人たちは支配に抵抗した2つの組織、民族主義者のチェトニックあるいは共産主義者のパルチザンに関与していた。
実際の権力は軍司令官が握っており、司令官はドイツの部隊やセルビア人協力者の部隊を統制した。1941年、軍司令官のフランツ・ベーメは、セルビアがドイツ部隊に攻撃したことに対し、次のような命令で応じた。命令では、1人のドイツ人の死には100人のセルビア人の死をもって報いる、1人のドイツ人の負傷には50人のセルビア人の死をもって報いるよう求めた。これが適用された初の事例がクラグイェヴァツ（Kragujevac）とクラリェヴォでのドイツ国防軍による虐殺であった。これらによってドイツ部隊に対する反感が強まり、セルビア人たちがナチスの協力者ネディッチ政権を支持する理由を完全に失わせた。加えて、クラリェヴォでの犠牲者の中には、枢軸国の軍のための飛行場建設に関わっていたセルビア人多数も含まれていた。虐殺にあせったネディッチは、セルビア人に対する理不尽な殺害を止めるよう働きかけ、ベーメはこれに応じて、次の指令があるまでの間、報復殺害を止めるよう命じた。14,500人のセルビアのユダヤ人（およそ16,000人いたセルビアのユダヤ人のほぼ90%）は第二次世界大戦の間に殺害された。

1941年末、チェトニックやパルチザンによる攻撃に対して、ドイツ人部隊はセルビア人に対する更なる報復虐殺を行った。大佐ドラジャ・ミハイロヴィッチに率いられた最大のチェトニックの集団は、ドイツ部隊に対する攻撃が可能と思われるようになるまでの間、ドイツ部隊に対する攻撃を中止することが、セルビア人にとって最良であると決定した。ミハイロヴィッチは、「全てが終わった時、そして神の加護の下、私は戦いを続けるべく生き延びられた、国の完全解放のため以外で二度とこのような悲劇を国にもたらさないことを決意した」と話した。ミハイロヴィッチは渋々、チェトニックのメンバーたちにネディッチの体制に加わり、ティトーのパルチザンと戦うことを認めた。ミハイロヴィッチは、セルビア人とチェトニックにとって最大の脅威はパルチザンであると見ていた。ティトーは占領者との戦いを止めず、それによってさらに多くのセルビア人がドイツ軍の報復虐殺にあっていた。ドイツからの武器によって、チェトニックはネディッチの協力者の軍に加わり、パルチザンとの戦いに加わった。これによって、軍政に協力する兵力が増大した。ミハイロヴィッチの親友の一人ジュイシッチがネディッチの軍に加わり、サンジャク地方のムスリム人、クロアチア人、パルチザンへの復讐を計画したものの、これは実現されることはなかった。

## 大臣のリスト
大臣会議議長　President of the Council of Ministers
| # | 写真 | 氏名 （生年月日）                                | 任期          | 任期          | 脚注                                                         |
| 1 |      | ミラン・ネディッチ（en:Milan Nedić） (1878–1946) | 1941年8月29日 | 1944年10月4日 | 戦後、捕虜となりベオグラードの病院の窓から転落し、死亡した。 |
| - | ---- | ------------------------------------------------ | ------------- | ------------- | ------------------------------------------------------------ |

内務大臣　Minister of Internal Affairs
| # | 写真 | 氏名 （生年月日）                                        | 任期           | 任期           | 脚注                                                    |
| 1 |      | ミラン・アチモヴィッチ （en:Milan Aćimović） (1898–1945) | 1941年8月29日  | 1942年11月10日 | 1945年5月にユーゴスラビアのパルチザンによって殺された。 |
| 2 |      | タナシエ・ディニッチ（en:Tanasije Dinić） (1891–1946)    | 1942年11月10日 | 1943年11月5日  | 戦後ユーゴスラビア当局に捕まり、処刑された。            |
| 3 |      | ミラン・ネディッチ Milan Nedić (1878–1946)               | 1943年11月5日  | 1944年10月4日  | 1943年11月から大臣会議議長と内務大臣を兼任した。        |
| - | ---- | -------------------------------------------------------- | -------------- | -------------- | ------------------------------------------------------- |

建設大臣　Minister of Construction
| # | 写真 | 氏名 （生年月日）                                                | 任期          | 任期          | 脚注                                           |
| 1 |      | オグニェン・クズマノヴィッチ（en:Ognjen Kuzmanović） (1895–1967) | 1941年8月29日 | 1944年10月4日 | 政府の崩壊後ドイツに向かい、死去まで留まった。 |
| - | ---- | ---------------------------------------------------------------- | ------------- | ------------- | ---------------------------------------------- |

郵政通信大臣　Minister of Postal and Telegraph Affairs
| # | 写真 | 氏名 （生年月日）                                   | 任期          | 任期          | 脚注                                   |
| 1 |      | ヨシフ・コスティッチ（en:Josif Kostić） (1877–1960) | 1941年8月29日 | 1944年10月4日 | 戦争を生き延び、1960年にスイスで死去。 |
| - | ---- | --------------------------------------------------- | ------------- | ------------- | -------------------------------------- |

内閣官房長官　Minister of the Presidency Council
| # | 写真 | 氏名 （生年月日）                                         | 任期          | 任期          | 脚注                                                                     |
| 1 |      | モムチロ・ヤンコビッチ（en:Momčilo Janković） (1883–1944) | 1941年8月29日 | 1941年10月5日 | 他の大臣との意見の相違で政府を去ったのち1944年にパルチザンに処刑された。 |
| - | ---- | --------------------------------------------------------- | ------------- | ------------- | ------------------------------------------------------------------------ |

教育大臣　Minister of Education
| # | 写真 | 氏名 （生年月日）                                       | 任期          | 任期          | 脚注                                         |
| 1 |      | ミロシュ・トゥリヴナツ（en:Miloš Trivunac） (1876–1944) | 1941年8月29日 | 1941年10月7日 | 1944年にパルチザンによって処刑されました。   |
| 2 |      | ヴェリボル・ヨーニッチ（en:Velibor Jonić） (1892–1946)  | 1941年10月7日 | 1944年10月4日 | 戦後ユーゴスラビア当局に捕まり、処刑された。 |
| - | ---- | ------------------------------------------------------- | ------------- | ------------- | -------------------------------------------- |

財務大臣　Minister of Finance
| # | 写真 | 氏名 （生年月日）                                            | 任期           | 任期           | 脚注 |
| 1 |      | ドゥシャン・レティツァ（en:Dušan Letica） (1884–1945)        | 1941年8月29日  | 1943年10月26日 | 1943年に政府を去り、ソビエト軍によってハンブルクで捕らえられ、1945年7月にユーゴスラビアに引き渡された。彼と他の多くの著名なマークユーゴスラビアパルチザン彼が暗殺未遂生き残った1942年に戦闘員 Marko Ristić をベオグラードのグループによって1942年8月4日にユーゴスラビアのパルチザン。 |
| 2 |      | リュビシャ M.ボイッチ（Ljubiša M. Bojić） (1912–1980)        | 1943年10月26日 | 1944年2月22日  | 1944年に政府を去り、1980年の夏にユーゴスラビア社会主義連邦によって処刑された。 |
| 3 |      | デュシャン・ジョルジェヴィッチ（Dušan Đorđević） (1880–1969) | 1944年2月22日  | 1944年10月4日  | 戦争を生き延び、1969年にオーストリアで死去 |
| - | ---- | ------------------------------------------------------------ | -------------- | -------------- | --- |

労働大臣　Minister of Labor
| # | 写真 | 氏名 （生年月日）                                      | 任期          | 任期           | 脚注                                                                                 |
| 1 |      | パンタ・ドラシュキッチ（en:Panta Draškić） (1881–1957) | 1941年8月29日 | 1942年11月10日 | 戦後ユーゴスラビアの刑務所で服役し、処刑されなかったネディッチ政権の唯一のメンバー。 |
| - | ---- | ------------------------------------------------------ | ------------- | -------------- | ------------------------------------------------------------------------------------ |

法務大臣　Minister of Justice
| # | 写真 | 氏名 （生年月日）                                                   | 任期           | 任期           | 脚注                                                                                                |
| 1 |      | チェドミール・マリャノヴィッチ（en:Čedomir Marjanović） (1906–1945) | 1941年8月29日  | 1942年11月10日 | オーストリアのウィーンで アメリカ軍に捕らえられ、ユーゴスラビア当局に引き渡され、戦後に処刑された。 |
| 2 |      | ボゴリュブ・クユンジッチ （en:Bogoljub Kujundžić） (1887–1949)      | 1942年11月10日 | 1944年10月4日  | 戦争を生き延び、1949年に死去。                                                                      |
| - | ---- | ------------------------------------------------------------------- | -------------- | -------------- | --------------------------------------------------------------------------------------------------- |

社会政策・国民健康大臣　Minister of Social policy and People's Health
| # | 写真 | 氏名 （生年月日）                                               | 任期           | 任期           | 脚注                                                                     |
| 1 |      | ヨヴァン・ミユシュコヴィッチ（en:Jovan Mijušković） (1886–1944) | 1941年8月29日  | 1943年10月26日 | ユーゴスラビアのパルチザンによって捕らえられ、1944年に処刑された。       |
| 2 |      | ストイミル・ドブロサヴリェビッチ（en:Stojimir Dobrosavljević）  | 1943年10月26日 | 1943年11月6日  | 1943年に政府を去り、戦後処刑された。                                     |
| 3 |      | タナシエ・ディニッチ（en:Tanasije Dinić） (1891–1946)           | 1943年11月6日  | 1944年10月4日  | 戦後ユーゴスラビア当局に捕らえられ、ユーゴスラビア当局により処刑された。 |
| - | ---- | --------------------------------------------------------------- | -------------- | -------------- | ------------------------------------------------------------------------ |

農業大臣　Minister of Agriculture
| # | 写真 | 氏名 （生年月日）                                                 | 任期           | 任期           | 脚注                                                             |
| 1 |      | ミロシュ・ラドサヴリェヴィッチ（Miloš Radosavljević） (1889–1969) | 1941年8月29日  | 1942年11月10日 | ベオグラードを脱出して戦争を生き延び、1969年にブルガリアで死去。 |
| 2 |      | ラドサヴ・ヴェセリノヴィッチ（Radosav Veselinović） (1904–1945)   | 1942年11月10日 | 1944年10月4日  | 戦後捕らえられ、処刑された。                                     |
| - | ---- | ----------------------------------------------------------------- | -------------- | -------------- | ---------------------------------------------------------------- |

国民経済大臣　Minister of People's Economy
| # | 写真 | 氏名 （生年月日）                                                | 任期           | 任期           | 脚注                                       |
| 1 |      | ミハイロ・オルツァン（en:Mihailo Olćan） (1894–1961)             | 1941年8月29日  | 1942年11月10日 | 戦後逃亡し、1961年にオーストラリアで死去。 |
| 2 |      | ミロラド・ネデリコヴィッチ（en:Milorad Nedeljković） (1883–1961) | 1942年11月10日 | 1944年10月4日  | .戦後逃亡し、1961年にフランスで死去。      |
| - | ---- | ---------------------------------------------------------------- | -------------- | -------------- | ------------------------------------------ |

運輸大臣　Minister of Transportation
| # | 写真 | 氏名 （生年月日）                 | 任期          | 任期           | 脚注 |
| 1 |      | ジュラ・ドキッチ（en:Đura Dokić） | 1941年10月7日 | 1942年11月10日 |      |
| - | ---- | --------------------------------- | ------------- | -------------- | ---- |

## ドイツ協力者の軍
セルビア領内で支配的なドイツ軍の部隊のほかに、ドイツの占領統治に協力する2つのセルビア人の軍事組織があった。1つ目はセルビア国家防衛隊であり、もう1つはセルビア義勇部隊である。両者はともに1941年に設立された。1943年、セルビア義勇部隊はセルビア義勇軍団と改名された。
初期の頃、軍事組織に加わったのは主に準軍事組織やファシスト政党ZBORの支持者であった。2つ目のネディッチ政権の軍は、ドイツとの協力を拒みドイツの占領統治に抵抗する王党派のチェトニックや共産主義者のパルチザンと戦った。
協力者の軍は、チェトニックのコスタ・ペチャナツ（Kosta Pećanac）に忠実な一派が加わったことにより兵力を拡大した。彼らはネディッチやドイツの占領軍に同調するよりも、独自の戦後の未来を思い描き、ティトーのパルチザンと戦っていたが、チェトニックが救国政府に協力する様になると影響力を低下しペチャナツもチェトニックの息のかかった者によって暗殺される。
セルビア義勇軍団は1943年春に発足した。1944年、軍団とドイツ軍の連絡員は武装親衛隊に改組され、セルビアSS軍団となった。セルビアSS軍団は4つの連隊から成り、それぞれが3つの大隊と1つの訓練大隊を持った。

## その後
2008年、セルビアの野党であるセルビア自由党は、ベオグラードの郡裁判所に対して、軍政期のセルビアの指導者ミラン・ネディッチの名誉を回復する求めを起こした。これは、セルビアのユダヤ人社会からの反発を招いた。

## 強制収容所
- バニツァ強制収容所（英語版）（ベオグラード近く）
- ツルヴェニ・クルスト強制収容所（英語版）（ニシュ近く）
- ドゥラグ183（シャバツ）